# Supplementum Plantarum
Supplementum Plantarum Systematis Vegetabilium Editionis Decimae Tertiae, Generum Plantarum Editiones Sextae et Specierum Plantarum Editionis Secundae, communément abrégé en  Supplementum Plantarum Systematis Vegetabilium ou juste Supplementum Plantarum, abrégé en outre par les botanistes en Suppl. Pl., est un livre publié en 1782 par Carl von Linné le Jeune (1741-1783). 

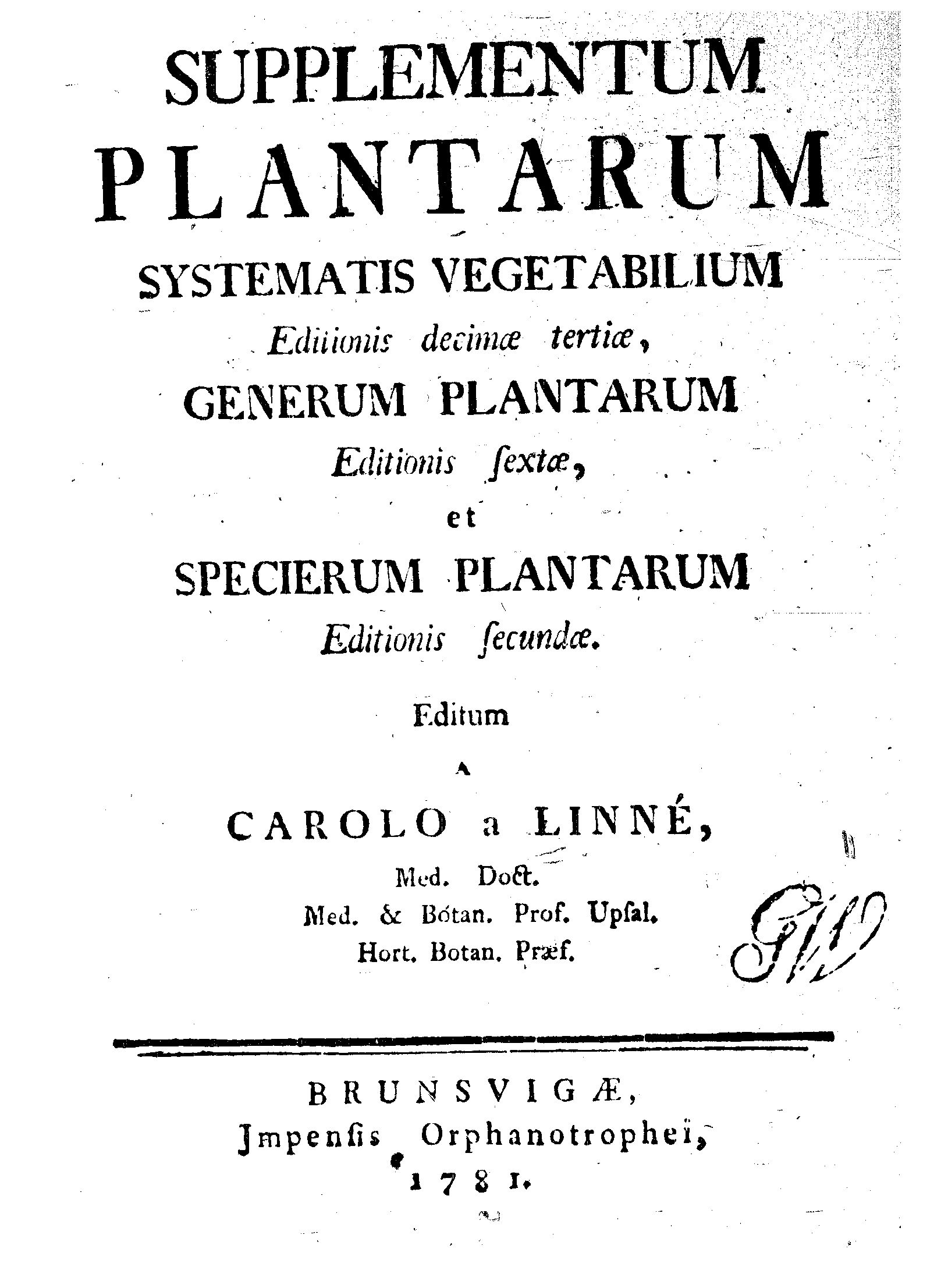
Page de couverture du Supplementum Plantarum

Entièrement rédigé en  latin, il fut conçu comme un supplément aux deux ouvrages, le Genera Plantarum de 1737  et le Species Plantarum de 1753, écrits par le père de l'auteur, et « père de la taxonomie moderne », Linné  (1707-1778).
La page de couverture indique qu'il fut publié en 1781, et on a longtemps cru qu'il avait été publié en octobre de cette année.
En 1976, toutefois, Hermann Manitz se servit d'une lettre écrite par Jakob Friedrich Ehrhart (1742-1795) pour démontrer qu'il avait en réalité été publié en avril 1782.